# Rally de Croacia
El Rally de Croacia, oficialmente Croatia Rally es una prueba de rally que se disputa anualmente en Rijeka, Croacia desde 1974. Forma parte del Campeonato de Europa de Rally desde el año 1994. La prueba contó en numerosas ocasiones con el patrocinio de INA, empresa que ha dado nombre a la prueba en muchas ediciones. Se disputó muchos años en la zona de Zagreg pero en la actualidad se celebra en Rijeka.
El Rally de Croacia nació en el año 1974 en Zagreb incluido en un campeonato regional croata y pronto se convirtió en una de las pruebas más exigentes y mejor organizadas de esa zona de Europa. Ese primer año se organizó en la zona de Primorsko-Goranska con centro en Rijeka. Tres años más tarde se incluyó dentro del calendario del Campeonato Yugoslavo de rally, con sede cerca de la localidad de Preluk. En 1992 fue incluido dentro del certamen europeo con el coeficiente 2, el más bajo pero en 1994 se subió a cinco y un año más tarde recibió el coeficiente más alto, 10.

## Palmarés
| Año       | Edición                     | Piloto               | Copiloto           | Vehículo                      | Series        |
| --------- | --------------------------- | -------------------- | ------------------ | ----------------------------- | ------------- |
| 1974      | 1. Croatia Rally            | Tomislav Markt       | Milena Markt       | BMW 1600                      |               |
| 1975      | 2. Croatia Rally            | Aleksandar Mačešič   | Mladen Lovrič      | Datsun 1200                   |               |
| 1976      | 3. Croatia Rally            | Berislav Modrič      | Ivica Naukovič     | Fiat 128 SC                   |               |
| 1977      | 4. Croatia Rally            | Aleš Pušnik          | Rudi Šali          | Renault 5                     |               |
| 1978      | 5. Croatia Rally            | Aleš Pušnik          | Rudi Šali          | Renault 5                     |               |
| 1979      | 6. Croatia Rally            | Borko Skurič         | Boris Franjič      | Opel Kadett GT/E              |               |
| 1980      | 7. Croatia Rally            | Leon Poberaj         | Marijetka Poberaj  | Zastava 101                   |               |
| 1981      | 8. Croatia Rally            | Leon Poberaj         | Marijetka Poberaj  | Zastava 101                   |               |
| 1982      | 9. Croatia Rally            | Borko Skurič         | Boris Franjič      | Opel Kadett GT/E              |               |
| 1983      | 10. Croatia Rally           | Branislav Küzmič     | Rudi Šali          | Renault 5 Turbo               |               |
| 1984      | 11. Croatia Rally           | Branislav Küzmič     | Rudi Šali          | Renault 5 Turbo               |               |
| 1985      | 12. Croatia Rally           | Branislav Küzmič     | Rudi Šali          | Renault 5 Turbo               |               |
| 1986      | 13. Croatia Rally           | Romana Zrneč         | Špela Kožar        | Renault 11 Turbo              |               |
| 1987      | 14. Croatia Rally           | Branislav Küzmič     | Janez Banič        | Renault 5 GT Turbo            |               |
| 1988      | 15. Croatia Rally           | Branislav Küzmič     | Janez Banič        | Renault 5 GT Turbo            |               |
| 1989      | 16. Croatia Rally           | Tihomir Filipovič    | Davor Devunič      | Lancia Delta HF Integrale     |               |
| 1990      | 17. Croatia Rally           | Tihomir Filipovič    | Saša Ačimovič      | Lancia Delta HF Integrale 16V |               |
| 1991      | 18. Croatia Rally           | Tihomir Filipovič    | Roberta Merluzzi   | Lancia Delta HF Integrale 16V |               |
| 1992      | 19. Croatia Rally           | Žarko Šepetavč       | Nenad Krlič        | Lancia Delta HF Integrale 16V | ERC           |
| 1993      | 20. Croatia Rally           | Raimund Baumschlager | Klaus Wicha        | Ford Escort RS Cosworth       | ERC           |
| 1994      | 21. Croatia Rally           | Niko Pulič           | Davor Devunič      | Lancia Delta HF Integrale Evo | ERC           |
| 1995      | 22. Ina Delta Rally         | Niko Pulič           | Davor Devunič      | Lancia Delta HF Integrale Evo | ERC           |
| 1996      | 23. Croatia Delta Rally     | Kurt Göttlicher      | Josef Pointinger   | Ford Escort RS Cosworth       | ERC           |
| 1997      | 24. Croatia Delta Rally     | David Pattison       | Nenad Krlič        | Ford Escort RS Cosworth       | ERC           |
| 1998      | 25. Ina Croatia Rally       | Enrico Bertone       | Max Chiapponi      | Toyota Celica GT-Four         | ERC           |
| 1999      | 26. Ina Croatia Rally       | Enrico Bertone       | Fulvio Florean     | Renault Megane Maxi           | ERC           |
| 2000      | 27. Ina Croatia Rally       | Bert de Jong         | Ton Hillen         | Subaru Impreza WRC            | ERC           |
| 2001      | 28. Ina Croatia Rally       | Krum Donchev         | Rumen Manolov      | Peugeot 306 Maxi              | ERC           |
| 2002      | 29. Ina Croatia Rally       | Leszek Kuzaj         | Erwin Mombaerts    | Toyota Corolla WRC            | ERC           |
| 2003      | 30. Ina Croatia Rally       | Vaclav Pech          | Petr Uhel          | Ford Focus WRC                | ERC           |
| 2004      | 31. Ina Croatia Rally       | Juraj Šebalj         | Toni Klinc         | Subaru Impreza STi            | ERC           |
| 2005      | 32. INA Croatia Delta Rally | Juraj Šebalj         | Toni Klinc         | Citroën C2 S1600              | ERC           |
| 2006      | 33. INA Croatia Delta Rally | Vaclav Pech          | Petr Uhel          | Mitsubishi Lancer Evo IX      | ERC           |
| 2007      | 34. INA Croatia Delta Rally | Juraj Šebalj         | Toni Klinc         | Mitsubishi Lancer Evo IX      | ERC           |
| 2008      | 35. INA Croatia Delta Rally | Corrado Fontana      | Renzo Casazza      | Fiat Grande Punto S2000       | ERC           |
| 2009      | 36. Croatia Rally           | Krum Donchev         | Petar Yordanov     | Peugeot 207 S2000             | ERC           |
| 2010      | 37. Croatia Delta Rally     | Luca Rossetti        | Matteo Chiaroossi  | Fiat Grande Punto S2000       | ERC           |
| 2011      | 38. Croatia Rally           | Luca Rossetti        | Matteo Chiarcossi  | Fiat Grande Punto S2000       | ERC           |
| 2012      | 39. Croatia Rally           | Juho Hänninen        | Mikko Markkula     | Škoda Fabia S2000             | ERC           |
| 2013      | 40. Croatia Rally           | Jan Kopecký          | Pavel Dresler      | Škoda Fabia S2000             | ERC           |
| 2014      | 41. Croatia Rally           | Juraj Šebalj         | Toni Klinc Toni    | Mitsubishi Lancer Evo IX      | Erc Trophy    |
| 2015      | 42. Croatia Rally           | Murat Bostanci       | Onur Vatansever    | Ford Fiesta R5                |               |
| 2016      | 43. Croatia Rally           | Vlastimil Majerčák   | Michaela Vejačková | Ford Fiesta R5                |               |
| 2017      | 44. Croatia Rally           | Dávid Botka          | Márk Mesterházi    | Škoda Fabia R5                |               |
| 2018-2020 | No se celebró               | No se celebró        | No se celebró      | No se celebró                 | No se celebró |
| 2021      | 45. Croatia Rally           | Sébastien Ogier      | Julien Ingrassia   | Toyota Yaris WRC              | WRC           |
| 2022      | 46. Croatia Rally           | Kalle Rovanperä      | Jonne Halttunen    | Toyota GR Yaris Rally1        | WRC           |
| 2023      | 47. Croatia Rally           | Elfyn Evans          | Scott Martin       | Toyota GR Yaris Rally1        | WRC           |
| 2024      | 48. Croatia Rally           | Sébastien Ogier      | Vincent Landais    | Toyota GR Yaris Rally1        | WRC           |

- Referencias[2][3]